# Cis (matemáticas)
La expresión cis es una notación matemática poco usual, utilizada para designar de forma compacta la  función
| {\displaystyle {\text{cis}}(x)=\cos(x)+i\operatorname {sen}(x)} |

donde cos es la función coseno, i es unidad imaginaria y sen es la función seno. La notación se usa con menos frecuencia que la fórmula de Euler {\displaystyle e^{ix}}, que ofrece una notación aún más breve y más general para cos(x) + i sen(x).

## Visión general
La notación cis fue acuñada por primera vez por William Rowan Hamilton en Elementos de los cuaterniones (1866) y posteriormente fue utilizada por Irving Stringham en trabajos como Álgebra uniplanar (1893), o por James Harkness y Frank Morley en su Introducción a la teoría de funciones analíticas (1898). Conecta las funciones trigonométricas con la función exponencial en el plano complejo a través de fórmula de Euler.
Se utiliza principalmente como una notación abreviada conveniente para simplificar algunas expresiones, por ejemplo, junto con las transformadas de Fourier y de Hartley, o cuando las funciones exponenciales no deben usarse todavía por algún motivo en la educación matemática.
En tecnología de la información, la función posee un soporte dedicado en varias bibliotecas matemáticas de alto rendimiento (como la Math Kernel Library (MKL) de Intel), disponible para muchos compiladores de lenguajes de programación (incluidos C, C++, Common Lisp, D, Fortran, Haskell, y Julia), y sistemas operativos (incluidos Microsoft Windows, Linux, macOS y HP-UX). Dependiendo de la plataforma, la operación fusionada es aproximadamente el doble de rápida que llamar a las funciones seno y coseno individualmente.

## Relación con la función exponencial compleja
La función exponencial puede ser expresada como
{\displaystyle e^{ix}=\cos(x)+i\operatorname {sen}(x),}
{\displaystyle e^{-ix}=\cos(-x)+i\operatorname {sen}(-x)=\cos(x)-i\operatorname {sen}(x)}
{\displaystyle e^{i\pi }=-1}
{\displaystyle \cos(x)={\frac {e^{ix}+e^{-ix}}{2}}}
{\displaystyle \operatorname {sen}(x)={\frac {e^{ix}-e^{-ix}}{2i}}}
donde i2 = −1.
Esto también se puede expresar utilizando la siguiente notación
{\displaystyle \operatorname {cis} (x)=\cos(x)+i\operatorname {sen}(x),}
es decir, "cis" abrevia "cos + i sen".
Aunque a primera vista esta notación es redundante, siendo equivalente a eix, su uso se basa en varias ventajas, como estar directamente vinculada a la forma polar de un número complejo (y ser más fácil de comprender).

## Identidades matemáticas

### Derivada
{\displaystyle {\frac {\mathrm {d} }{\mathrm {d} z}}\operatorname {cis} (z)=i\operatorname {cis} (z)=ie^{iz}}

### Integral
{\displaystyle \int \operatorname {cis} (z)\,\mathrm {d} z=-i\operatorname {cis} (z)=-ie^{iz}}

### Otras propiedades
Estas propiedades se deducen directamente de la fórmula de Euler.
{\displaystyle \operatorname {cis} (x+y)=\operatorname {cis} (x)\,\operatorname {cis} (y)}
{\displaystyle \operatorname {cis} (x-y)={\operatorname {cis} (x) \over \operatorname {cis} (y)}}
Las identidades anteriores se mantienen si x e y son números complejos. Si x e y son reales, entonces
{\displaystyle |\operatorname {cis} (x)-\operatorname {cis} (y)|\leq |x-y|.}

## Historia
Esta notación era más común en la era posterior a la Segunda Guerra Mundial, cuando se transcribían expresiones matemáticas utilizando máquinas de escribir. 
Los superíndices están desplazados verticalmente y son más pequeños que 'cis' o 'exp'; por lo tanto, pueden ser problemáticos incluso para la escritura manual, por ejemplo, eix2 frente a cis(x2) o exp(ix2). Para muchos lectores, cis(x2) es el más claro y fácil de leer de las tres expresiones.
La notación cis se usa a veces para enfatizar un método de enfocar y tratar un problema. Las matemáticas de la trigonometría y los exponenciales están relacionadas pero no son exactamente iguales. La notación exponencial enfatiza el todo, mientras que las notaciones cis(x) y cos(x) + i sen(x) enfatizan las partes. Esto puede ser retóricamente útil para los matemáticos e ingenieros cuando se discute esta función, y además servir como regla mnemotécnica (para cos + i sen).
La notación cis es conveniente para los estudiantes de matemáticas cuyo conocimiento de trigonometría y números complejos permiten esta notación, pero cuya comprensión conceptual aún no permite la notación eix. A medida que los alumnos aprenden conceptos que se basan en conocimientos previos, es importante no forzarlos a niveles matemáticos para los que aún no están preparados: la prueba habitual de que cis(x) = eix requiere cálculo infinitesimal, que el estudiante no debe haber estudiado antes de encontrar la expresión cos(x) + i sen(x).
En 1942, inspirado en la notación cis, Ralph V. L. Hartley introdujo la función cas (para cosine-and-sine) en el Hartley kernel de valor real, una abreviatura ideada a la vez con la transformada de Hartley:
cas(x) = cos(x) + sen(x).